# Albert Andersson (gymnastique)
Pour les articles homonymes, voir Albert Andersson et Andersson.
Albert Per Andersson, né le 25 avril 1902 à Tryde en Scanie et mort le 5 mars 1977, est un gymnaste artistique suédois.
Il est membre de l'équipe masculine suédoise qui remporte la médaille d'or lors des Jeux olympiques de 1920 d'Anvers. Il participe aussi à l'épreuve de 110 mètres haies aux Jeux olympiques d'été de 1928 d'Amsterdam.